# Bryum teres
Bryum teres är en bladmossart som beskrevs av Lindberg 1866. Bryum teres ingår i släktet bryummossor, och familjen Bryaceae. Inga underarter finns listade i Catalogue of Life.